# تاداشي كاواتا
تاداشي كاواتا (باليابانية: 木和田 匡) (29 سبتمبر 1996 في هيروشيما في اليابان – )؛ هو لاعب كرة قدم كان يلعب كحارس مرمى.

## وصلات خارجية
- تاداشي كاواتا على موقع رابطة كرة القدم اليابانية للمحترفين (اليابانية)
- تاداشي كاواتا على موقع Soccerway.com (الإنجليزية)